# Guy Moll
Guillaume Laurent "Guy" Moll, född den 28 maj 1910, död den 15 augusti 1934, var en fransk-algerisk racerförare.
Moll var född och uppvuxen i den dåvarande franska kolonin Algeriet. Han började tävla i hemlandet, där hans talang uppmärksammades av Marcel Lehoux. Från 1932 tävlade han i Europa med Lehoux stall. Under 1933 körde han en privat Alfa Romeo Monza med sådan framgång att han till säsongen 1934 anställdes som fabriksförare för Scuderia Ferrari.
Moll vann två Grand Prix-lopp i början av 1934, innan han omkom i en olycka i Coppa Acerbo.